# Jerzy Czech
Jerzy Czech (ur. 27 lutego 1952 w Krośnie) – polski poeta, tłumacz literatury rosyjskiej, publicysta.

## Życiorys
W 1974 ukończył studia matematyczne na Uniwersytecie im. Adama Mickiewicza w Poznaniu, w latach 1974–1987 pracował w Instytucie Matematyki UAM, tam w 1982 obronił pracę doktorską. W latach 1987–2005 pracował jako bibliotekarz w Bibliotece Wydziału Chemii UAM. W latach 2003–2006 był kierownikiem literackim Teatru Polskiego w Poznaniu.
W latach 1980–1988 był działaczem NSZZ „Solidarność”, należał do założycieli Ruchu Obywatelskiego Akcja Demokratyczna, w latach 1991–1992 był członkiem Rady Regionalnej Unii Demokratycznej.

## Twórczość
W 1984 wydał poza cenzurą tom wierszy Roku pamiętnego. Wierszyki przeciw czerwonemu (pod pseudonimem Jan Poznański), w 1991 tom wierszy Kamienie (teksty z tego tomu wykorzystał Przemysław Gintrowski w programie pod tym samym tytułem). Jest autorem wielu tłumaczeń literatury rosyjskiej, w tym antologii poezji Daniela Charmsa Pijcie ocet, panowie (1997), autorskiej antologii Wdrapałem się na piedestał. Nowa poezja rosyjska (2013), twórczości Swiatłany Aleksijewicz, powieści Życie i los Wasilija Grossmana, powieści Borisa Akunina.

### Lista tłumaczeń
- Tragiczna zabawa. OBERIU, czyli inna Rosja poetycka (1991) – jeden z tłumaczy
- Pieśni, ballady, wiersze Bułata Okudżawy (1996 – jeden z tłumaczy)
- Pijcie ocet, panowie Daniela Charmsa (1997)
- Trawiasta ulica Asara Eppela (1999) – w serii Nike
- Szkoda wielkiego kraju... Aleksandra Lebiedzia (1999)
- Uwaga, orgazm. Powieść naukowo-fantastyczna Juza Aleszkowskiego (2001)
- Martwa królewna Nikołaja Kolady (2001)
- Wpadło ziarno między żarna Aleksandra Sołżenicyna (2002)
- Azazel Borisa Akunina (2003)
- Gambit turecki Borisa Akunina (2003)
- Śmierć Achillesa Borisa Akunina (2003)
- Kyś Tatjany Tołstoj (2004)
- Merylin Mongoł i inne sztuki Nikołaja Kolady (2005)
- To ja, Ediczka Eduarda Limonowa (2005)
- Powieść szpiegowska Borisa Akunina (2006)
- Fantastyka Borisa Akunina (2007)
- Książka dla dzieci Borisa Akunina (2007)
- Stanisławski na próbie. Wspomnienia Wasilija Toporkowa (2007)
- Głuptaska Swietłany Wasilenko (2007)
- F.M. Borisa Akunina (2008)
- Gąska Nikołaja Kolady (2008)
- Życie i los Wasilija Grossmana (2009)
- Wojna nie ma w sobie nic z kobiety Swiatłany Aleksijewicz (2010)
- Numer Jeden albo W ogrodach innych wariantów Ludmiły Pietruszewskiej (2010)
- Praca nad sobą i swoją techniką wykonawczą Konstantina Stanisławskiego (2010)
- Praca nad sobą i swoim twórczym przeżywaniem Konstantina Stanisławskiego (2010)
- Wasilij Grossman. Pamięć i listy Fiodora Hubera (2011)
- Dwanaścioro niepokornych. Portrety nowych rosyjskich dysydentów Walerija Paniuszkina (2011)
- Praca aktora nad rolą Konstantina Stanisławskiego (2011)
- Czarnobylska modlitwa. Kronika przyszłości Swiatłany Aleksijewicz (2012)
- Morelowe konfitury Aleksandra Sołżenicyna (2012) – jeden z tłumaczy
- Jest noc Ludmiły Pietruszewskiej (2012)
- Wdrapałem się na piedestał. Nowa poezja rosyjska (2013) – antologia
- Ostatni świadkowie. Utwory solowe na głos dziecięcy Swiatłany Aleksijewicz (2013)
- Podróż do krainy zeków Juliusa Margolina (2013)
- Mewa Antona Czechowa (2014)
- Czasy secondhand. Koniec czerwonego człowieka Swiatłany Aleksijewicz (2014)
- Cynkowi chłopcy Swiatłany Aleksijewicz (2015)
- Lew Tołstoj. Ucieczka z raju Pawła Basińskiego (2015)
- Wspomnienia Nadieżdy Mandelsztam (2015)
- Wspomnienia. Druga księga Nadieżdy Mandelsztam (2016)
- Czary szatana Grigorija Kanowicza (2023)

### Nagrody
W 1997 został laureatem Nagrody „Literatury na Świecie” za debiut translatorski, którym była antologia Pijcie ocet, panowie Daniela Charmsa. W 2003 otrzymał Nagrodę literacką Stowarzyszenie Autorów ZAiKS dla tłumaczy. Za tłumaczenie książki Swiatłany Aleksijewicz Wojna nie ma w sobie nic z kobiety został w 2011 wyróżniony Nagrodą „Angelus” i Nagrodę im. Ryszarda Kapuścińskiego Za antologię współczesnej poezji rosyjskiej Wdrapałem się na piedestał: nowa poezja rosyjska (Wydawnictwo Czarne, Wołowiec, 2013; ISBN 978-83-7536-653-2) otrzymał Nagrodę Literacką Gdynia 2014 w kategorii przekład na język polski.